# Ukraińska Partia Ludowa (1902)
Ukraińska Partia Ludowa (UNP) – ukraińska partia polityczna, działająca w latach 1902–1907.
Została założona m.in. przez Mykołę Michnowśkiego. Jej programem było hasło „Ukraina dla Ukraińców”, niepodległa republika ukraińska, poszanowanie ukraińskiego języka i tradycji.
W 1905 UNP wydrukowała w „Samostijnej Ukrainie” projekt ukraińskiej konstytucji, autorstwa Michnowskiego. W 1907 działalność UNP osłabła, następnie została wstrzymana.
Wśród liderów UNP byli: M. Szemet, Serhij Szemet, W. Szewczenko, H. Szewczenko, O. Makarenko, S. Makarenko, Ołeksandr Stepanenko.
W 1917 dawni działacze UNP utworzyli Ukraińską Partię Socjalistów-Niepodległościowców (UPSS).